# Tonka Tomičić Petrić
Tonka Tomičić Petrić  (31. svibnja 1976.) je poznati čileanski foto-model i televizijska voditeljica. Bila je i kandidatkinja na natjecanju za Miss svijeta 1995. godine. Hrvatskog je podrijetla. Roditelji su joj podrijetlom s Hvara: Antonio Tomičić i Marija Petrić.
Natjecanje za Miss svijeta ju je i lansiralo u središte pažnje čileanske javnosti. Vrlo skoro nakon tog natjecanja, pozvana je za posao na čileanskoj televizijskoj postaji TVN kao modna komentatorica u emisiji Pase lo que Pase. S vremenom je postala jedna od glavnih suvoditeljica ove emisije, odnosno kada je dobila i suvoditeljsku ulogu u popularnoj jutarnjoj televizijskoj emisiji Buenos días a todos.
U veljači 2006. je izabrana za kraljicu Međunarodnog festivala pjesme u Viñi del Mar. Za 2007. godinu je predviđena kao voditeljica istog festivala, zajedno sa Sergiom Lagosom.

## Priznanja
- kraljica festivala u Viñi del Maru